# Taraksippos
Taraksippos (Ταράξιππος „Płoszyciel koni”) – według starożytnych Greków zły duch nawiedzający hipodrom w Olimpii, gdzie płoszył konie uczestników wyścigów, w konsekwencji doprowadzając do katastrof rydwanów.
Na wschodniej stronie olimpijskiego hipodromu, za oznaczającym połowę okrążenia słupem, znajdował się poświęcony mu ołtarz. Pochodzenie demona było niejasne, Pauzaniasz (Wędrówka po Helladzie VI,20,15-19) podaje kilka różnych dotyczących go mitów. Miała to być dusza złożonego w ofierze dla zażegnania plagi głodu herosa Ischenosa, słynnego woźnicy Oleniosa lub też Alkatoosa, jednego z zalotników Hippodamei. W nawiedzonym miejscu dopatrywano się także grobu Myrtilosa lub Dameona, uczestnika wyprawy Heraklesa przeciwko Augiaszowi, pochowanego wraz ze swoim koniem. Wiązano je również z Pelopsem, który miał tutaj zakopać otrzymany od pewnego Egipcjanina talizman służący mu do płoszenia koni Ojnomaosa. Zwolennicy bardziej racjonalnego poglądu tłumaczyli złą sławę miejsca rosnącym tam drzewem wawrzynu i paniczną reakcją koni na cień poruszanego przez wiatr listowia.
Inny Taraksippos, identyfikowany z duchem Glaukosa, syna Syzyfa, miał nawiedzać hipodrom igrzysk istmijskich.